# Лук Стејнс
Лук Стејнс (хол. Luc Steins; Воерендал, 22. март 1995) професионални је холандски рукометаш и репрезентативац Холандије који тренутно игра за француског прволигаша Париз Сен Жермен на позицији средњег бека.
Професионалну каријеру започео је 2012. године у холандском Лимбургу, да би потом 2016. напустио Холадију и отишао према Француској гдје је играо за Маси Есон, Трамбле ан Франс и Феникс Тулуз, да би почетком 2020. године остварио трансфер каријере када је прешао у Париз Сен Жермен, прво на  позајмицу, да би 2021. потписао вишегодишњи уговор.
За сениорску репрезентацију Холандије дебитовао је 2013. године са којом је учествовао на Европским првенствима 2020. у Хрватској и 2022. године у Мађарској и Словачкој.